# Prodotia shepstonensis
Prodotia shepstonensis is een slakkensoort uit de familie van de Buccinidae. De wetenschappelijke naam van de soort is voor het eerst geldig gepubliceerd in 1926 door Tomlin.